# 拉德亞山麓冰川

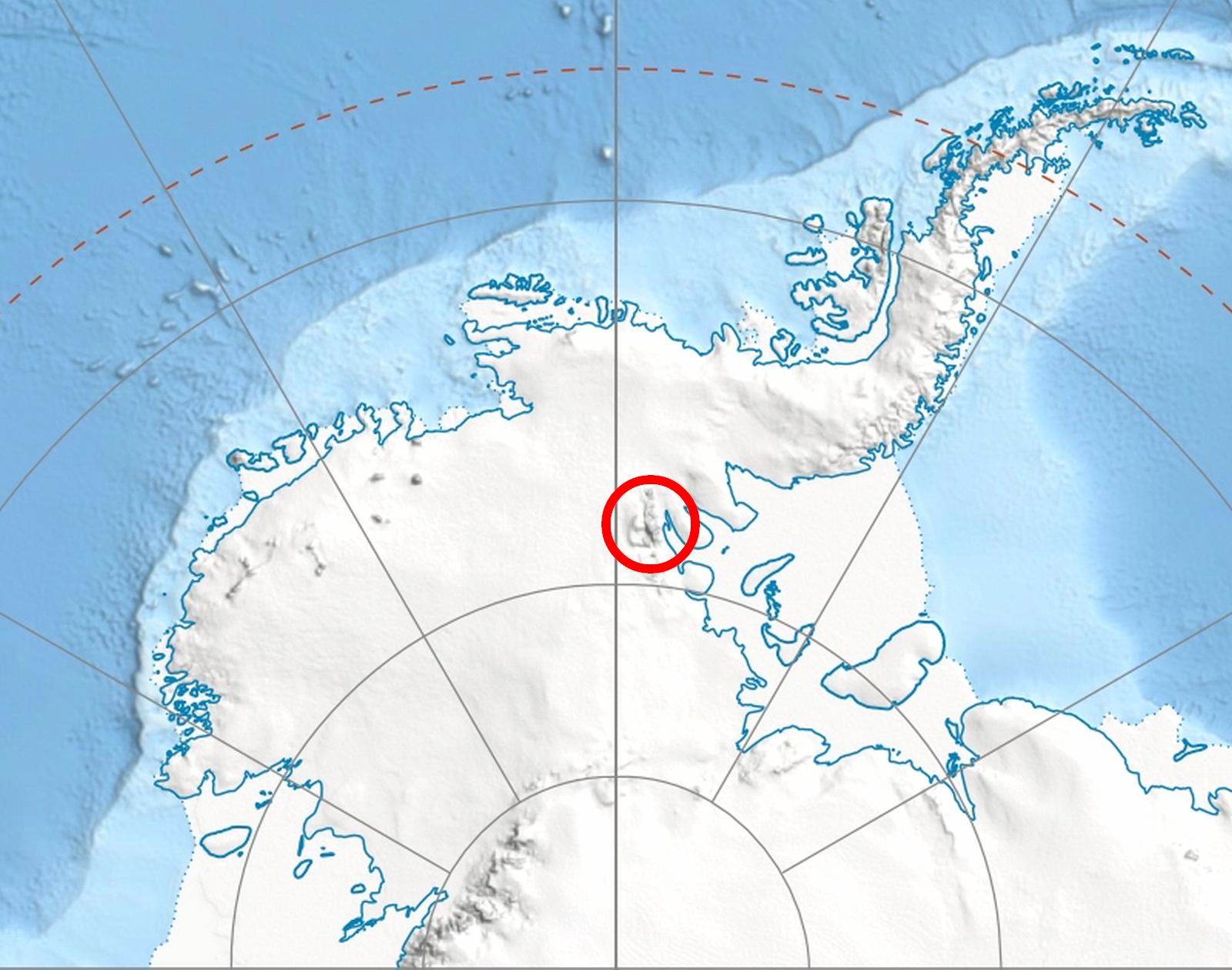

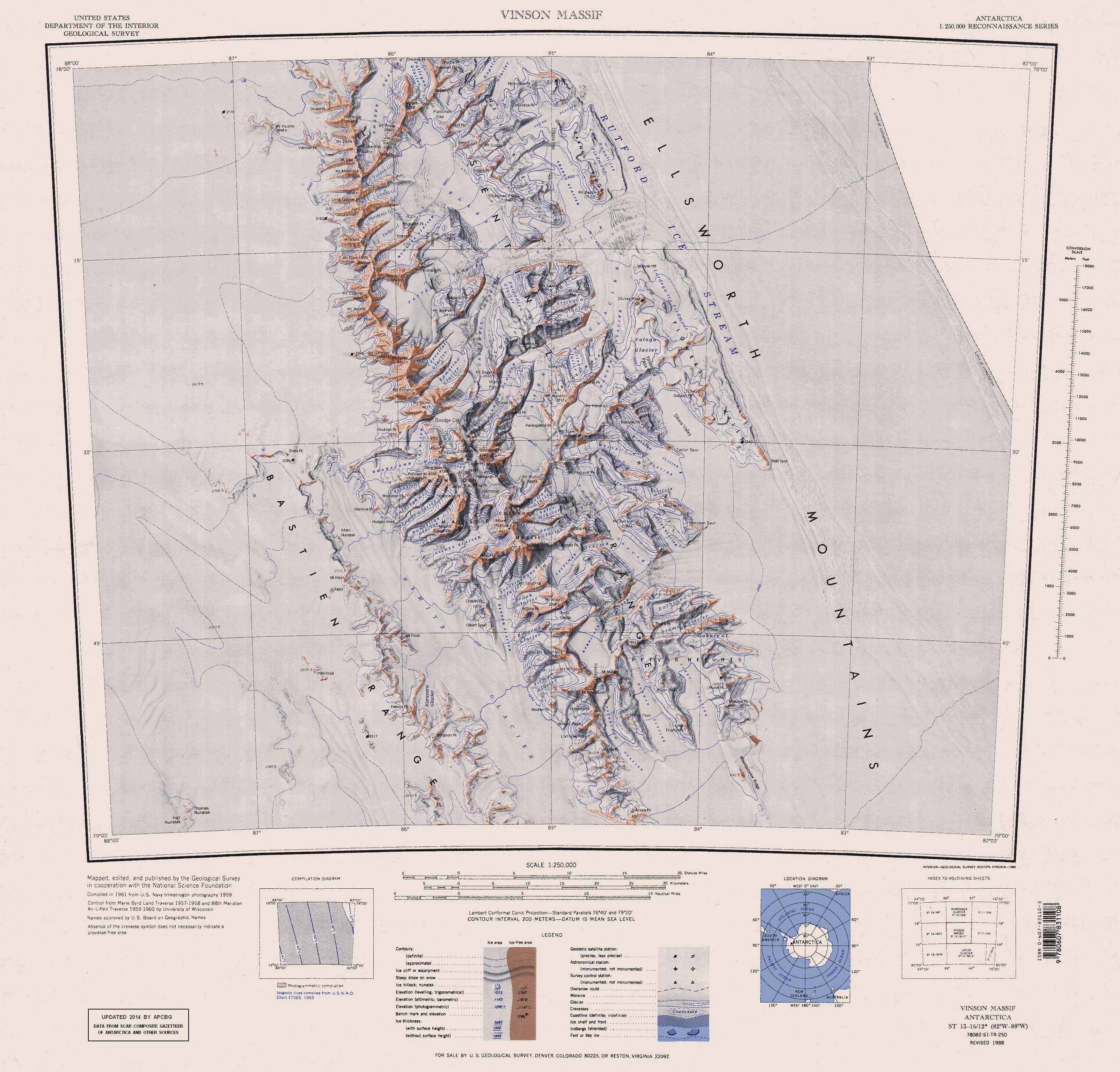

拉德亞山麓冰川（英語：Lardeya Ice Piedmont），是南極洲的冰川，位於埃爾斯沃思地，流經埃爾斯沃思山脈中森蒂納爾嶺地區，長16公里、寬7.5公里，流經弗勞厄斯山東北坡，現時由南極條約體系管理。